# Alan MacDiarmid
Alan G. MacDiarmid, född 14 april 1927 i Masterton på Nya Zeeland, död 7 februari 2007 i Philadelphia i USA, var en nyzeeländsk-amerikansk nobelpristagare i kemi år 2000. Han tilldelades priset för "upptäckten och utvecklandet av ledande polymerer". Han delade priset med amerikanen Alan Heeger och japanen Hideki Shirakawa. MacDiarmid och Alan Heeger var båda hedersdoktorer vid Linköpings universitet.
Han var professor i kemi vid University of Pennsylvania.
Vanligtvis leder plaster inte elektrisk ström. I själva verket används plast just som isolering kring koppartrådarna i vanliga elsladdar. Det har dock visat sig vara möjligt att göra vissa plaster elektriskt ledande. Plaster är polymerer, molekyler som upprepar sin struktur regelbundet i långa kedjor. För att en polymer ska kunna leda elektrisk ström måste den bestå av omväxlande enkel- och dubbelbindningar mellan kolatomerna. Den måste också "dopas", vilket innebär att man plockar bort elektroner (genom oxidation) eller för in extra elektroner (genom reduktion). Dessa "hål" eller extra elektroner kan röra sig längs polymerkedjan - den blir elektriskt ledande.
Heeger, MacDiarmid och Shirakawa var pionjärer inom detta område på slutet av 1970-talet och har därefter utvecklat ledande polymerer till ett forskningsfält av stor betydelse. Området har också gett upphov till viktiga praktiska tillämpningar. Ledande plaster används, eller är under industriell utveckling, i till exempel antistatmedel för fotografisk film, skärmskydd mot strålning från datorer och "smarta" fönster (som kan utestänga solljus). Nyligen har dessutom halvledande polymerer fått tillämpningar i ljusdioder och solceller samt i displayer på mobiltelefoner och TV-skärmar i miniformat.